# شیرین‌کندی
شیرین‌کندی، روستایی از توابع بخش مرکزی شهرستان خوی در استان آذربایجان غربی در ایران است.

## جمعیت
این روستا در دهستان قره‌سو قرار داشته و بر اساس سرشماری سال ۱۳۸۵ جمعیت آن ۵۰۵ نفر (۱۱۲ خانوار)
بوده است.